# Nati nel 1909/Settembre
| Questa pagina contiene informazioni ricavate automaticamente dalle voci biografiche con l'ausilio del template Bio e di un bot. L'aggiornamento è periodico e automatico e ricostruisce completamente la pagina. Se manca una persona in questa lista, sei pregato di non aggiungerla, ma accertati piuttosto che la sua voce biografica contenga il template Bio e che i dati anagrafici siano correttamente compilati. Se il template Bio manca, inseriscilo tu stesso o, in alternativa, metti l'avviso {{tmp\|Bio}} che ne segnala la mancanza. Se i dati riportati sono sbagliati, correggi direttamente la voce biografica; le modifiche saranno visibili in questa lista entro pochi giorni. Per chiarimenti vedi il progetto biografie. La lista contiene solo le 133 persone che sono citate nell'enciclopedia e per le quali è stato implementato correttamente il template Bio. Pagina aggiornata al 2 mag 2025. |

- 1º settembre - Alfredo Boni, geologo e paleontologo italiano († 1987)
- 1º settembre - Nicola Mammina, ciclista su strada italiano
- 1º settembre - Adolfo Mazzini, cestista italiano († 2006)
- 1º settembre - Andrea Pangrazio, arcivescovo cattolico italiano († 2005)
- 1º settembre - Hildegard Peplau, infermiera statunitense († 1999)
- 1º settembre - Giuseppe Petronio, critico letterario e storico della letteratura italiano († 2003)
- 1º settembre - Eugenio Vicentini, aviatore e partigiano italiano
- 1º settembre - Gustav E. von Grunebaum, storico e arabista austriaco († 1972)
- 2 settembre - John Cookman, hockeista su ghiaccio statunitense († 1982)
- 2 settembre - Antonino Dante, politico italiano († 1963)
- 2 settembre - Il'ja Abramovič Frėz, regista cinematografico sovietico († 1994)
- 2 settembre - Okagi Hayashi, supercentenaria giapponese († 2025)
- 2 settembre - Deane Montgomery, matematico statunitense († 1992)
- 2 settembre - Pasquale Rattotti, calciatore italiano
- 2 settembre - Harro Schulze-Boysen, antifascista e ufficiale tedesco († 1942)
- 3 settembre - Raffaello Delogu, storico dell'arte, storico dell'architettura e critico d'arte italiano († 1971)
- 3 settembre - Georgie Stone, attore statunitense († 2010)
- 4 settembre - Pepe Biondi, comico argentino († 1975)
- 4 settembre - František Pelcner, calciatore cecoslovacco († 1985)
- 4 settembre - Valentin Nikolaevič Pluček, regista sovietico († 2002)
- 4 settembre - Johannes Willebrands, cardinale e arcivescovo cattolico olandese († 2006)
- 4 settembre - Eduard Wirths, medico tedesco († 1945)
- 4 settembre - William H. Ziegler, montatore statunitense († 1977)
- 5 settembre - Giovanni Chiesa, calciatore e allenatore di calcio italiano
- 5 settembre - Vlasta Děkanová, ginnasta cecoslovacca († 1974)
- 5 settembre - Garibaldo Marussi, scrittore, poeta e critico d'arte italiano († 1973)
- 5 settembre - Abla bint Tahar, principessa marocchina († 1992)
- 5 settembre - Jānis Tiltiņš, cestista lettone († 1974)
- 5 settembre - George Ernest Wright, biblista, archeologo e pastore protestante statunitense († 1974)
- 6 settembre - Otello Abbruciati, pugile italiano († 1967)
- 6 settembre - José Cabrero Arnal, fumettista spagnolo († 1982)
- 6 settembre - Eugenio Cassani, imprenditore, inventore e dirigente d'azienda italiano († 1959)
- 6 settembre - Michael Galitzen, tuffatore statunitense († 1959)
- 6 settembre - Michael Gordon, regista statunitense († 1993)
- 6 settembre - Severino Minelli, allenatore di calcio e calciatore svizzero († 1994)
- 6 settembre - Gigi Proietti, pugile e allenatore di pugilato italiano († 1973)
- 7 settembre - Clara Calamai, attrice italiana († 1998)
- 7 settembre - Greville Howard, nobile e politico britannico († 1987)
- 7 settembre - Elia Kazan, regista, sceneggiatore e attore greco († 2003)
- 7 settembre - Giuseppe Salari, politico italiano († 2004)
- 7 settembre - Friedrich Scherfke, calciatore polacco († 1983)
- 8 settembre - Max Blecher, scrittore e poeta rumeno († 1938)
- 9 settembre - Rita Carewe, attrice statunitense († 1955)
- 9 settembre - Leela Chitnis, attrice e regista indiana († 2003)
- 9 settembre - Luciano Cozzi, tuffatore italiano († 1996)
- 9 settembre - Pierre Jahan, fotografo, pittore e illustratore francese († 2003)
- 9 settembre - Arthur Jonath, velocista tedesco († 1963)
- 9 settembre - Fred Korth, politico statunitense († 1998)
- 9 settembre - Giovanni Luciani, calciatore italiano
- 9 settembre - Setsuko, principessa Chichibu, principessa giapponese († 1995)
- 10 settembre - Tránsito Amaguaña, attivista ecuadoriana († 2009)
- 10 settembre - Evelyne Hall, ostacolista statunitense († 1993)
- 10 settembre - Rudolph Matt, sciatore alpino austriaco († 1993)
- 11 settembre - Henri LaBorde, discobolo statunitense († 1993)
- 11 settembre - Eric Trist, psicologo britannico († 1993)
- 11 settembre - Elie Rous, allenatore di calcio inglese († 1987)
- 11 settembre - Richard Playne Stevens, militare e aviatore britannico († 1941)
- 12 settembre - Gheorghe Albu, allenatore di calcio e calciatore rumeno († 1974)
- 12 settembre - Kurt Becher, militare tedesco († 1995)
- 12 settembre - Ivan Belošević, calciatore jugoslavo († 1987)
- 12 settembre - Chili Bouchier, attrice britannica († 1999)
- 12 settembre - Lawrence Brooks, militare statunitense († 2022)
- 13 settembre - Herbert Berghof, attore austriaco († 1990)
- 13 settembre - Ray Bowden, calciatore inglese († 1998)
- 13 settembre - Foguinho, calciatore, allenatore di calcio e arbitro di calcio brasiliano († 1996)
- 13 settembre - Bud Lindenberg, cestista statunitense († 1981)
- 13 settembre - Leith Stevens, compositore, musicista e direttore d'orchestra statunitense († 1970)
- 13 settembre - Giuseppe Viani, allenatore di calcio e calciatore italiano († 1969)
- 14 settembre - Bhim Singh II, principe e politico indiano († 1991)
- 14 settembre - Vladimir Bron, ingegnere e compositore di scacchi sovietico († 1985)
- 14 settembre - Kay Nelson, costumista statunitense († 2003)
- 14 settembre - Peter Scott, ornitologo, ambientalista e pittore britannico († 1989)
- 15 settembre - Jean Batten, aviatrice neozelandese († 1982)
- 15 settembre - Virgilio Carmignani, pittore italiano († 1992)
- 15 settembre - Eric Linden, attore statunitense († 1994)
- 15 settembre - Mario Masciulli, militare italiano († 1991)
- 15 settembre - Livia Pirocchi Tonolli, biologa italiana († 1985)
- 15 settembre - Carl Roth, cestista e allenatore di pallacanestro statunitense († 1966)
- 15 settembre - Renato Scionti, politico, partigiano e docente italiano († 1985)
- 16 settembre - Jón Ingi Guðmundsson, pallanuotista islandese († 1989)
- 16 settembre - Bjarne Rosén, calciatore norvegese († 1989)
- 16 settembre - Mario Turba, militare e aviatore italiano († 1942)
- 17 settembre - Omero Bonoli, ginnasta italiano († 1985)
- 17 settembre - Ivan Gajer, calciatore croato († 1982)
- 17 settembre - Leyla Mammadbeyova, aviatrice sovietica († 1989)
- 17 settembre - Antonino Pino, poeta, zoologo e politico italiano († 1987)
- 17 settembre - Luigi Zerbinati, attore italiano († 1982)
- 18 settembre - Lino Balbo, giornalista e politico italiano († 1940)
- 18 settembre - Alexandre Derevitsky, compositore e direttore d'orchestra italiano († 1974)
- 18 settembre - Bob Mollohan, politico statunitense († 1999)
- 18 settembre - Francis Rose, pittore inglese († 1979)
- 19 settembre - Gino Meneghel, medico, scrittore e partigiano italiano († 1979)
- 19 settembre - Ferdinand Anton Ernst Porsche, imprenditore austriaco († 1998)
- 20 settembre - Karl Kreutz, militare tedesco († 1997)
- 20 settembre - Francis Makarskis, calciatore lettone († 1985)
- 20 settembre - Felice Menghini, presbitero, poeta e scrittore svizzero († 1947)
- 21 settembre - Hélène Gordon-Lazareff, giornalista russa († 1988)
- 21 settembre - Milovan Jakšić, calciatore jugoslavo († 1953)
- 21 settembre - Kwame Nkrumah, rivoluzionario e politico ghanese († 1972)
- 21 settembre - Vladimir Solov'ёv, attore sovietico († 1968)
- 22 settembre - Allan Lane, attore statunitense († 1973)
- 22 settembre - Hellmut Lantschner, sciatore alpino, fondista e combinatista nordico austriaco († 1993)
- 22 settembre - David Riesman, sociologo statunitense († 2002)
- 24 settembre - Virgil Exner, designer statunitense († 1973)
- 24 settembre - Carl Sigman, poeta e paroliere statunitense († 2000)
- 25 settembre - Eliano Fantuzzi, pittore italiano († 1987)
- 25 settembre - Ernest Peirce, pugile sudafricano († 1998)
- 25 settembre - Luigi Pepe Diaz, pittore e scultore italiano († 1970)
- 25 settembre - Marc-Gilbert Sauvajon, regista, sceneggiatore e drammaturgo francese († 1985)
- 26 settembre - Antonio Conelli, nuotatore italiano († 2003)
- 26 settembre - Ștefan Dobay, calciatore e allenatore di calcio rumeno († 1994)
- 26 settembre - Bill France Sr., pilota automobilistico e dirigente sportivo statunitense († 1992)
- 26 settembre - Leonard Sachs, attore sudafricano († 1990)
- 26 settembre - Xie Fuzhi, politico e militare cinese († 1972)
- 26 settembre - Geraldo de Proença Sigaud, arcivescovo cattolico brasiliano († 1999)
- 27 settembre - Robert M. Hall, imprenditore e editore statunitense († 1998)
- 27 settembre - Majid Khadduri, giurista e politologo iracheno († 2007)
- 27 settembre - Ezio Rizzato, militare e partigiano italiano († 1944)
- 27 settembre - Remo Rossi, scultore svizzero († 1982)
- 27 settembre - Amerigo Tot, scultore, attore e pittore ungherese († 1984)
- 27 settembre - Ottorino Visconti di Modrone, nobile e attore italiano († 1978)
- 27 settembre - Clodoveo di Lippe, principe tedesco († 2000)
- 28 settembre - Al Capp, fumettista statunitense († 1979)
- 28 settembre - Stjepan Gunjača, storico e archeologo jugoslavo († 1981)
- 28 settembre - Bruno Venturini, chimico e partigiano italiano († 1944)
- 29 settembre - Vasco Bergamaschi, ciclista su strada e dirigente sportivo italiano († 1979)
- 29 settembre - Pio Angelo Brindisi, calciatore italiano († 1989)
- 29 settembre - Gilberto Caselli, militare e aviatore italiano († 1937)
- 29 settembre - Herbert Lange, militare tedesco († 1945)
- 29 settembre - Abraham Tokazier, velocista finlandese († 1976)
- 30 settembre - Artur de Sousa, calciatore portoghese († 1963)
- 30 settembre - Patrick W. Skehan, linguista statunitense († 1980)
- 30 settembre - Uberto di Prussia, principe tedesco († 1950)